# 이영호 (1992년)
이영호(李泳浩, 1992년 7월 5일 ~ )는 대한민국의 전 스타크래프트, 스타크래프트 II 프로게이머이다. 테란 선수로서 FlaSh라는 아이디를 사용한다.
2012년, KeSPA 랭킹 1위, WP 랭킹 1위를 차지 했으며 임요환, 이윤열, 최연성과 함께 역대 최강의 테란으로 평가받고 있다. 또한 E스포츠 역사상 누구도 해내지 못했던 골든 그랜드 슬램 및 골든 트리플 크라운을 달성하였다.

## 개요
이영호의 골든 그랜드 슬램 달성 이력은 다음과 같다. 2010년 9월 11일 대한항공 스타리그 2010 Season 2 결승전에서 라이벌 이제동을 3:1로 꺾고 골든 마우스를 차지한다. 이어 WCG 2010 스타크래프트 부분 그랜드 파이널에서 김구현을 2:0으로 꺾고 금메달을 획득, ABC마트 MSL 2011 결승전에서 김명운을 3:0으로 꺾고 금배지까지 차지한 이영호는 프로게이머 최초로 골든 그랜드 슬램을 달성한다. 이후, MSL이 폐지되면서 이 골든 그랜드 슬램은 '최초이자 최후'의 골든 그랜드슬램이 된다. 이후 2017년 11월 12일, 스타크래프트 리마스터 최초 공식대회인 ASL 시즌4를 우승함으로써 스타리그 3회 우승, MSL 3회 우승, ASL 3회 우승을 달성하여 3-3-3 클럽 최초 가입과 골든 트리플 크라운 을 달성함 과 동시에 골든마우스, 금뱃지, 골든트로피, 금메달을 보유한 전세계 최초이자 유일한 선수가 되었다.

## 선수 이력

### 아마추어 시절
이영호는 초등학교 시절 자신의 친형이 스타크래프트를 하는 것을 보고 처음 스타크래프트를 즐기기 시작하였다. 한참 즐길무렵에는 집에서 컴퓨터를 없앴을 정도로 부모님은 게임을 전혀 하지 못하게 하였다고 한다. 중학교 2학년 여름 방학에 이영호는 부모님께 프로게이머를 하고싶다는 꿈을 말씀드렸고, 부모님은 크게 반대하였다. 이영호는 부모님을 설득하기 위해 1달만에 준프로게이머 자격을 취득하겠다고 약속했고, 약속대로 1달만에 극적으로 준프로자격을 취득 하였다. 그 이후로 온게임넷 스파키즈와 팬택 EX(현 위메이드 폭스)의 연습생으로 활동하였다. 당시 팀에 들어간 뒤 1~ 2달 이후 랭킹전을 했는데, 이후 6개월 동안 계속 1위를 할 정도로 강력한 유망주였다고 한다. 하지만 연습생으로만 있을 수 없어서 KTF와 전속계약을 하면서 본격적인 프로게이머 생활이 시작되었다. 따라서 이영호는 폭스출신이 아니라 순수 KTF에서부터 프로게이머 생활을 시작한 선수로 보면 된다.

### 데뷔 초기
2007년 상반기 드래프트에서 KTF 매직엔스(현 KT 롤스터)의 추천선수로 입단하였다.
데뷔 직후 첫 개인리그인 다음 스타리그 2007에 진출하여 8강에서 김택용(당시 MBC게임 히어로)을 2:0으로 셧아웃시키는 파란을 일으키며 4강까지 진출하였다. 비록 4강에서는 김준영(당시 한빛 스타즈, 현재 은퇴)에게 2:3으로 석패하여 로열로더의 꿈은 이루지 못했으나 주목받는 신인으로 떠오르게 된다.
하지만 겁없는 신예 이영호의 앞길을 번번히 가로막는 선수가 있었으니 바로 송병구(현 아프리카TV 파트너 BJ)였다 다음 스타리그 2007 3·4위전에서 이영호는 송병구의 캐리어에 시종일관 휘둘리며 3:0 완패를 당하게 된다. 그 후 EVER 스타리그 2007 8강에서도 1:2로 패하며 당시에는 송병구와의 천적관계가 형성되었다.

### 첫 번째 우승을 안겨준박카스 스타리그 2008
곰TV 스타 인비테이셔널에서 오영종(당시 르카프 OZ(현재 은퇴)), 이제동(당시 화승 OZ) 등을 연파하며 결승에 오른 이영호는 송병구를 상대로 5세트까지 가는 접전 끝에 3:2 신승을 거두었다. 그 날 결승에서 이영호는 흔히 업테란이라고 불리는, 메카닉 병력의 업그레이드와 골리앗 양산을 중시한 안티캐리어 빌드를 들고와 송병구의 캐리어를 무력화시켰다. 그리고 박카스 스타리그 2008 4강에서도 안티캐리어 빌드를 활용해 김택용을 3:1로 물리치게 된다.
2주 후, 박카스 스타리그 2008 결승에서 송병구와 다시 만난 이영호는 캐리어 빌드를 준비한 송병구를 심리전에서 완승하여 3:0 셧아웃시키며 자신의 첫 메이저 개인리그 타이틀을 가져감과 동시에 만 15세 8개월 10일의 나이로 양대 방송사를 통틀어 최연소 개인리그 우승 기록을 세웠다. 종전까지의 기록은 2007년 11월 17일, 곰TV MSL 시즌3에서 우승했던 박성균(당시 위메이드 폭스, (현재 KT 롤스터)), (만 16세 1개월 14일)이었으며, (그 결과 박성균의 팬들로부터 많은 비난을 받기도 했다.) 이 최연소 우승의 기록은 현재(2019.09.08)까지도 깨지지 않고 있다. 박카스 스타리그 2008에서 이영호는 8강에서 이제동, 4강에서 김택용, 결승전에서 송병구를, 즉 택뱅리를 제압함으로써 많은 주목을 받게 되었다.

### 소년가장 시절, KTF의 부진 그리고 부활의 신호탄
스타리그 우승 이후 치러진 경기들에서 상승세를 타며 11연승을 기록하는 등 높은 승률을 이어가던 이영호는 아레나 MSL 4강에서 탈락한 이후 개인리그 8강의 벽을 넘지 못하며 개인리그에서 슬럼프를 겪었다. 특히 저그전에 난조를 보이며 박찬수, 박명수, 김준영, 한상봉 등에게 패배하였다. 이영호가 기량만큼의 커리어를 쌓지 못하는 데에는 빡빡한 스케줄과 컨디션의 난조가 있었기 때문이다.
하지만 2009년 6월 30일에 있었던 신한은행 프로리그 08-09 시즌 삼성전자 칸과의 경기, 에이스 결정전 이성은과의 대결에서, 거의 이길 수 없는 상황을 엄청난 근성으로 맵의 모든 자원이 바닥이 날 때까지 버티다가 결국은 이성은의 마지막 병력을 3방향으로 공격하여 몰살시키고 최고의 역전승을 일궈내면서 부활의 신호탄을 쏘았다. 이영호는 프로리그 정규시즌에서 54승을 기록하면서 다승왕을 수상하게 되었으나, 팀 동료들의 부진으로 KT 매직엔스의 포스트시즌 진출은 좌절되었다. 이 시기에는 주로 이영호가 혼자 승리하고 다른 선수들은 패배하여 결국 팀도 패배하는 경우가 많았기 때문에, 이영호에게는 '소년가장'이라는 비운의 별명이 생겼다. 개인리그에서는 부진하였어도 프로리그에서는 좋은 경기력으로 많은 승리를 거두었으나, 백업 선수가 부족해 팀의 순위는 하위권을 맴돌았고 포스트시즌 진출을 문 앞에서 놓치는 등(5위, 7위 기록) 팀이 부진하던 시기였다.
2009년 7월, 곰TV TG삼보-인텔 클래식 시즌3에서 11승 전승로 결승에 진출했으며, 변형태와 치른 결승전에서 3:1로 승리를 거두면서 우승을 차지했다. 이 우승을 계기로 이영호는 다시 한번 부활의 신호탄을 쏘아올린다. 뒤이어 11월, 실내아시아경기대회 에서도 정명훈을 상대로 결승전에서 2:0으로 승리하며 국가대표로써 첫 금메달을 획득한다.

### 스타리그 두 번째 우승 그리고 MSL 첫 준우승
2009년 12월, EVER 스타리그 2009 8강전에서 이영호는 숙적 이제동에게 2:0으로 승리를 거두고 4강에 진출한다. NATE MSL 2009 16강에서는 김명운을 2:1로, 8강에서는 천적 도재욱을 3:0으로 물리치고 4강에서는 한상봉에게 3:1로 승리하여 지난 패배를 설욕하였다. 이영호는 양대 개인리그 결승에 진출했을뿐만 아니라, 프로리그에서도 전무후무한 대 테란전 22연승을 기록하는 등 압도적인 모습을 보여주며 당대 최강의 프로게이머임을 입증하고 있었다. EVER 스타리그 2009결승에서는 로열로더 후보이자 강민 이후로 첫 CJ의 프로토스 결승 진출자인 진영화를 3:1로 제압하며 스타리그에서 두 번째 우승을 차지한다. 첫 번째 우승 이후 개인리그에서 다소 부진하며 소년가장 역할을 했던 이영호에게는 근 2년간만의 우승이었으며, 마음고생이 심했던 탓에 스타리그 첫 번째 우승에서도 보이지 않았던 눈물을 보였다.
이렇게 스타리그의 2회 우승자의 대열에 합류한 이영호는, 라이벌 이제동과의 NATE MSL 2009 결승전 1:1 동점 상황에서 치열한 3경기 도중에 발생한 초유의 정전사태(온풍기의 과열로 인한 것으로 밝혀짐)로 인해 허무한 판정패를 당하고, 연이어 4경기에서도 패배하며 3:1으로 준우승에 그치고 양대리그 우승에는 실패하게 된다.

### 신한은행 위너스리그 09-10 위너스리그 우승, MVP
신한은행 위너스리그 09-10에서 이영호는 47전 41승 6패라는 87.2%의 경이적인 승률을 기록하며 위너스리그 랭킹 1위로 팀을 결승전 자리에 올려놓았다. 2010년 4월 3일, MBC게임 HERO를 위너스리그 결승전 상대로 맞이하여 자신의 팀이 1 대 3으로 몰리고 있는 상황에서 대장으로 출전, 염보성, 박수범, 김재훈을 차례대로 꺾어내며 KT 롤스터가 창단 10년 만에 우승을 차지하는 데 결정적 역할을 했다. 그리고 그 공로를 인정받아 신한은행 위너스리그 09-10 결승전 MVP를 수상하였다.

### 골든 마우스 획득 좌절, 그리고 MSL 첫우승

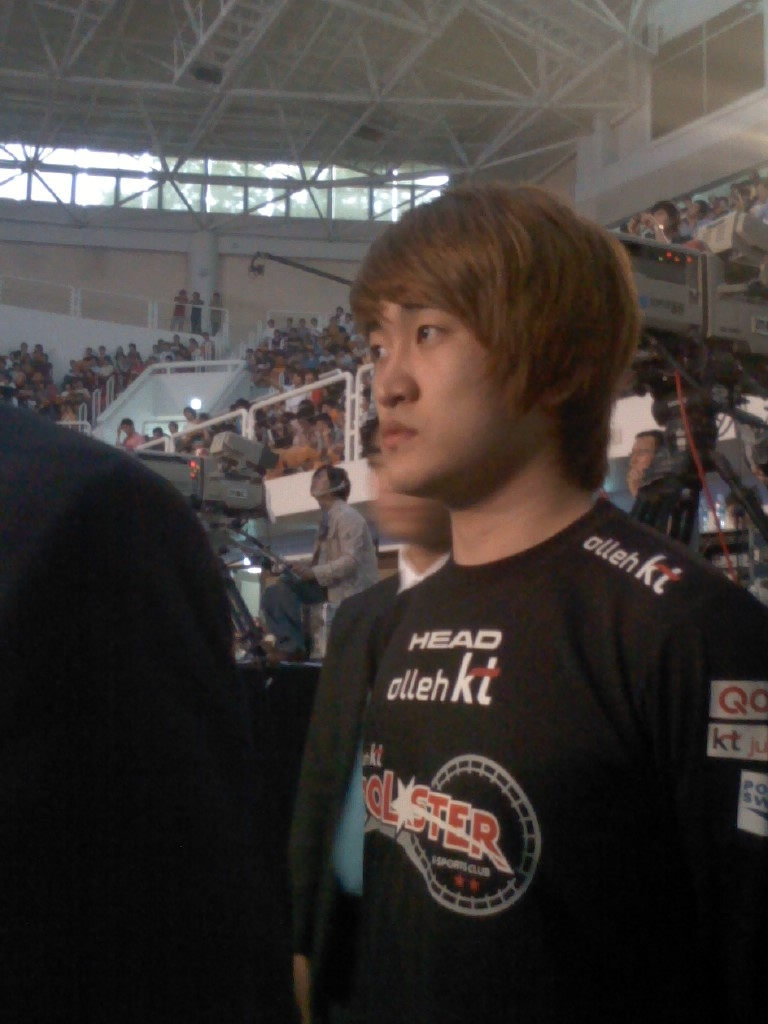
하나대투증권 MSL 2010 결승전에
출전한 이영호

이영호는 신한은행 위너스리그 09-10 결승전에서 우승한 후에 개인리그에서도 승승장구하며 대한항공 스타리그 2010 Season 1과 하나대투증권 MSL 2010 4강에서 각각 박세정과 윤용태를 연이어 3대0으로 연파하면서 결승까지 올랐다. 대한항공 스타리그 2010 Season 1에서는 결승전에서 김정우를 상대로 2:0까지 몰아붙였으나 내리 3세트를 내주며 변형태, 정명훈 감독에 이어 역대 스타리그 결승 통산 3번째 리버스 스윕(패패승승승)의 희생자가 되면서 골든마우스 획득에 실패했다.
대한항공 스타리그 2010 Season 1에서의 2:3 패배 이후 잠시 주춤 거리는듯 싶었으나, 라이벌 이제동과의 하나대투증권 MSL 2010 결승전에서 3:0으로 셧아웃시키고 우승하여 이제동의 금배지 획득을 좌절시키고 본인의 첫 MSL 우승을 달성하게 되었다. 이로써 이영호는 프로게이머 가운데 8번째로 개인리그 3회 우승에 성공한 선수가 되었으며, 7번째로 양대리그 정상을 밟는 선수가 되면서 대한항공 스타리그 2010 Season 1 결승전에서의 역전패의 충격을 극복하고, 5전제 리쌍록에서 처음으로 이제동에게 승리를 거두게 되었다.

### 3연속 양대리그 결승 진출
이영호는 역대 최초 2연속 양대리그 결승 진출이라는 엄청난 기록을 달성하며 골든마우스의 도전에 성공하는 듯 했으나, 대한항공 스타리그 2010 Season 1에서 김정우에게 역스윕을 당해 골든마우스를 얻는데 실패했다. 그러나 이후 하나대투증권 MSL 2010에서 이제동을 3-0으로 완벽하게 꺾으면서 MSL 첫 우승의 영광을 얻었고 이후 대한항공 스타리그 2010 Season 2와 빅파일 MSL 2010의 결승에 오르며 3회 연속 양대리그 결승 진출이라는 대기록을 세웠으며 MSL에서는 이제동을 3-2로 꺾고 우승을 차지했고 이어서 대한항공 스타리그 Season 2에서도 이제동을 3-1로 꺾고 이윤열, 박성준, 이제동에 이어 역대 4번째이자 이윤열 이후 테란으로서는 2번째로 골든마우스의 주인공이 되었다.

### 신한은행 프로리그 09-10 우승, MVP
신한은행 프로리그 09-10에서 이영호는 73전 57승 16패, 승률 78.1%로 다승1위를 차지하며 팀이 정규시즌 1위로 광안리 결승전에 진출하는데 큰 역할을 하였다. 2010년 8월 7일, SK텔레콤 T1과의 광안리 결승전에서 이영호는 6세트에 출전해 박재혁에게 승리하면서 5년만의 통신사더비에서 팀을 우승시키고 신한은행 프로리그 09-10결승전 MVP를 받았다. 이로써 KT 롤스터는 10년 무관의 한을 풀고 정규시즌, 위너스리그, 결승전 우승으로 신한은행 프로리그 09-10를 통합우승하였다. 이영호는 신한은행 프로리그 09-10다승왕 및 MVP, 신한은행 위너스리그 09-10 MVP, 신한은행 프로리그 09-10결승전 MVP를 싹쓸이함으로써 09-10시즌을 자신의 해로 만들었다.

### 스타리그 골든 마우스
중국 상하이 동방명주에서 열린 대한항공 스타리그 2010 Season 2 결승에서 라이벌 이제동을 3:1로 꺾어내며 골든 마우스를 차지하였다. 이를 계기로 팬들은 전무후무한 포스를 내뿜는 이영호를 보고 갓이라고 부르게 된다.

### WCG 금메달
WCG 2010 한국대표 선발전 스타크래프트 부문 에서는 이제동에게 1:2로 패해 준우승에 그쳤지만 WCG 2010 그랜드 파이널 스타크래프트 부문 에서는 4강에서 이제동을 다시 만나 2:1로 꺾고 결승에서는 김구현을 2:0으로 꺾으며 첫 WCG 금메달을 획득하게 된다. 이로써 이영호는 MSL 3회 우승에 해당하는 금배지를 제외한 모든 커리어를 획득하면서 명실상부 최강의 프로게이머가 되었다.

### 양대리그 조기 탈락
3연속 양대리그 결승 진출, 10개월 연속 KeSPA랭킹 1위, 최근의 양대리그를 제패하며 최고의 기량을 뿜고 있던 천하의 이영호도 갑자기 양대리그 조기 탈락의 고배를 마셨다. 박카스 스타리그 2010 16강에서는 A조 1경기에서 김구현에게 패했고 2경기에서 정경두를 잡아냈지만 3경기에서 박재혁에게 패했으며 이후 1승 2패의 상황에서 재경기를 바래야 하는 상황에 있었으나 김구현이 정경두에게 승리를 거두면서 이제동과 함께 자동 16강 탈락의 쓴 맛을 봤다. 이로서 이영호는 BATOO 스타리그 08-09, 박카스 스타리그 2009에 이어 역대 3번째로 스타리그 16강에서 탈락하는 굴욕을 맛보았다. 그리고 이에 앞서 피디팝 MSL 2010 32강에서는 개막전인 12월 16일 자신보다 한수 아래로 평가받던 최호선에게 패배하면서 불안한 출발을 보이더니 뒤이어 패자전에서도 김도우에게 덜미가 잡혀 2연패·32강 탈락이라는 치욕적인 결과로 클럽데이 온라인 MSL 2008 이후 2년만에 MSL 32강 탈락의 수모를 맛보며 양대리그 이변의 희생자가 되고 말았다.

### 신한은행 프로리그 10-11과 위너스리그에서의 활약
신한은행 프로리그 10-11 1,2라운드에서 이영호는 20전 18승 2패라는 엄청난 성적을 내며 팀의 에이스다운 면모를 보여주었다. 특히 2010년 11월 30일 경기에서는 박대호를 꺾음으로써 에이스 결정전에서의 연패를 끊어내었다. 또한 위너스리그에서는 30전 25승 5패의 성적을 거두면서 팀의 결승 진출에 큰 영향을 끼쳤다. 또한 T1전 역3킬, 하이트전 역3킬, MBC게임전 역3킬, 위메이드전 역올킬이라는 성과를 거두었다. 그러나 위너스리그 대장전 32연승이 전태양에게 저지당했고 라이벌인 T1과의 결승전에서는 4세트에 출격해 이승석의 올킬을 저지하긴 했으나 뒤이어 5세트에 출격한 김택용의 전진 게이트에 초반 피해를 입었고 이를 극복하기 위해 타이밍 조이기를 시도했지만 자원력을 바탕으로 한 프로토스의 한방 병력에 무너지면서 결국 T1에게 우승을 헌납하고 말았다.

### MSL 3회 우승, 금배지 획득, 최초이자 최후의 골든 그랜드 슬램
2011년 6월 11일 ABC마트 MSL 2011에서 결승에서 웅진의 김명운을 만난 이영호는 자신의 장기인 대저그전의 강력함을 어김없이 뽐내며 김명운을 3:0으로 셧아웃 시키고 MSL 3번째 우승을 차지하였다. 이로써 이영호는 MSL 3회 우승의 상징인 금배지를 포함해, 스타리그 3회 우승(골든마우스)과 WCG 2010 우승(금메달)을 모두 차지하며 역대 프로게이머 중 최초로 골든 그랜드 슬램이라는 경이로운 칭호를 받게된다. 또한 통산 6회 우승으로 이전에 이윤열이 가진 우승 횟수와 동일한 기록을 갖게 되었다. 이 대회를 끝으로 MSL 대회가 폐지됨으로써 이영호가 갖게 된 골든 그랜드 슬램이라는 기록은 최초이자 최후의 기록이 되었다.
더해서 모든 기록이 최단기간에 달성한 최연소 기록이므로 이윤열을 넘어서 스타1 최고의 자리에 우뚝 섯다해도 과언이 아니다.

### 신한은행 프로리그 10-11 우승, 결승전 MVP
서울 어린이 대공원에 있는 능동 숲 속의 무대에서 신한은행 프로리그 10-11결승전을 치른 이영호는 자신을 겨냥한 스나이핑 카드 도재욱을 2번 꺾어내고 프로리그 우승을 차지하며 위너스 리그의 설욕을 갚았다. 이날 결승전에서의 MVP는 이영호가 차지했으며 2년 연속 프로리그 결승전 MVP라는 기록을 세우게 된다. 특히 5세트에서는 3연벙(상대방의 본진의 앞멀티(일명 앞마당)에다 3개의 벙커를 연속으로지어 본진의 앞멀티를 파괴하면서 적군의 유닛들을 제압하는 전략)을 성공시키며 도재욱의 기를 완벽하게 꺾어놓았으며, 에이스 결정전에서는 200 대 200 물량 전투에서도 압승을 거두고 도재욱의 물량을 완전히 제압해냈다. 이로 인해 기존에 6:5로 뒤지던 도재욱과의 상대 전적을 6:7로 벌려놓으면서 천적 관계를 하나 해소해냈다.
프로토스로써 이영호에게 상대전적이 앞서는 선수는 공군 손석희가 유일하다. (1:2로 이영호가 조금 밀림.)

### 손목 부상과 11-12 프로리그에서의 활약
프로리그에서 뛰어난 활약으로 51승 15패(다승 2위)의 성적을 거둔 이영호였지만 많은 연습량으로 인해 손목 부상이 찾아왔다. 2011년 3월부터 손목에 통증을 호소한 이영호는 팀의 위너스리그 우승 실패와 KeSPA랭킹 1위 유지 실패 그리고 이후 5~6라운드에서의 잦은 패배 등으로 예전의 활약에 비해 다소 부진한 모습을 보였다. 프로리그에서 5연패로 부진을 겪는 듯 했으나 손목 부상에도 불구하고 ABC마트 MSL에서 우승을 차지한 뒤 프로리그 결승전에서 팀을 우승으로 이끄는 등 여전히 많은 활약을 펼쳤다. 진에어 스타리그 2011에서도 3승으로 8강에 진출하는 좋은 모습을 보였으나 8강에서 허영무에게 1:2의 뼈아픈 패배를 당하면서 4강 진출에 실패했다. 이후 2011년 9월 손목 수술이 진행되었고 성공적으로 수술을 끝마치고 강원도에서 재활기간을 보낸 이영호는 새로운 프로리그를 맞이하게 된다. SK플래닛 스타크래프트 프로리그 시즌1에서 이영호는 매끄러운 경기력으로 프로리그에서 14연승을 기록하며 손목 부상 이후 화려한 부활을 알렸다. 특히 이 시기에 이영호의 BGM은 'electric romeo'로서 이영호의 절대강자 포스에 걸맞다는 평을 받았다. 물론 당시 SouL의 신예였던 백동준의 준비된 전략에 무너지며 연승 기록이 중단됐으나 14연승이라는 대기록을 달성해내며 현존 프로게이머 1위의 위엄을 유감없이 보여주었다. 그리고 이번 프로리그에서 이영호는 최단기 프로리그 200승을 거두었고 e스포츠대상에서 테란 최우수선수상과 올해의 선수상을 수상하였으며 또한 프로리그 5주차 및 1라운드 MVP까지 선정되며 상승세를 타는 모습이었다. 2012년 3월 4일 신상문과의 대결에서 승리하며 SK플래닛 스타크래프트 프로리그 시즌 1의 다승왕으로 선정되었고(15승) 프로토스전 2패(손석희, 백동준)를 제외하면 테란, 저그전은 100% 승률을 기록하였다. 또한 SK플래닛 프로리그 시즌1 MVP도 수상하며 팀을 결승전까지 진출시키는데 크게 활약했다. 2012년 4월 8일 프로농구 서울 SK 나이츠의 홈 경기장인 잠실학생체육관에서 치러진 T1과의 결승전에서 최고의 경기력을 보였으나 2세트에서는 정명훈 현 DN 프릭스 코치의 다수의 레이스에, 에이스결정전에서는 김택용의 발업 질럿에 무너지면서 하루 2패의 굴욕을 당했고 팀도 프로리그 통산 3번째 준우승에 머물렀다.

### 7회 우승의 좌절, 최초의 스타리그 15회 연속 진출 달성
이영호의 개인리그(스타리그+MSL) 6회 우승 기록은 이윤열의 6회 우승과 타이 기록이었기 때문에 스타1으로 열리는 마지막 스타리그인 Tving 스타리그 2012에서 이영호의 전무후무한 7회 우승이 가능할 것인지가 주목되었다. 16강에서 허영무, 이신형에게 패하며 1승 2패로 탈락의 문턱에 있었지만 재경기를 치루며 8강에 진출하였다. 8강에서는 '태풍' 이영한과의 경기에서 불미스러운 재경기 판정에도 불구하고 깔끔한 경기력으로 상대를 제압하는 모습을 보이며 3-1 완승으로 4강에 진출하면서 우승의 기대감을 높였다. 하지만 4강에서 단단히 칼을 갈고 나온 정명훈 코치에게 0-3의 셧아웃 완패를 당하면서 결승 진출 실패와 함께 7회 우승이 좌절되었다. 이영호가 메이저 개인리그에서 0-3 완패를 당한 건 송병구와의 다음 스타리그 2007 3·4위전 이후 5년만이다.
이영호는 스타리그 첫 데뷔를 했던 다음 스타리그 2007을 시작으로 무려 15시즌동안 단 한번도 본선탈락을 한 적이 없을 정도로 스타리그에 꾸준히 진출하였다. 그 결과 스타리그 3회 우승과 1회 준우승이라는 값진 기록도 얻게 되었다. 새롭게 전환된 스타크래프트2로 열린 옥션 스타리그 2012 듀얼예선에서 이영호는 이병렬, 김성현을 꺾고 2승을 거두며 14연속 스타리그 진출에 성공하였으며 이 기록은 이영호만의 단독 기록이기도 하다. 이영호는 데뷔 이후 현재까지 단 한번도 스타리그 예선 직행 없이 15연속 진출을 해내며 송병구를 제치고 단독으로 기록을 갱신하였다. 2013년 WCS로 전환된 스타리그에도 진출 성공하면서 무려 15회 연속 진출이라는 대업을 달성하게 된다.

### SK플래닛 프로리그 시즌2에서의 미비한 부진
스타1과 스타2가 병행하여 진행되는 SK플래닛 스타크래프트 II 프로리그 시즌 2에서 이영호는 개막전에서 자신의 천적인 김정우에게 패배하였으나, 이후 3연승을 하면서 건재함을 과시했다. 하지만 병행이 진행되면서 이전의 프로리그에 비해서는 다소 부진한 모습을 보이게 되었다. 특히 스타2 종목에서는 6승 8패로 이영호로서는 아쉬운 성적을 냈다. 이영호는 프로리그 경기에서 주로 트리플 사령부를 가져가는 자원중심적인 전략으로 허무하게 패배하는 모습을 보이기도 했지만, 무작정 기존의 전략을 따라하기보다는 스타1에서의 자신의 장점을 스타2에 접목시키며 자신만의 스타일을 만들어내려는 노력을 보였다. 하지만 스타1과 병행을 하다보니 스타2의 경기력이 아직은 미완성이었고, 이영호의 부진으로 팀은 연패를 이어가면서 포스트시즌 진출이 좌절되었다.

### 스타크래프트 II 에서의 새로운 가능성
이영호는 지난 프로리그에서 스타2에 다소 부진한 모습을 보이며 불안하게 출발했지만, 각종 개인리그 등에서는 좋은 모습을 보이며 스타1 네임드로서는 이제동, 정윤종 등 과 더불어 거의 유일하게 꾸준한 활약을 보여주고 있다.
스타2로 진행된 옥션 스타리그 2012에서는 듀얼예선을 뚫고 본선에 진출하여 스타리그 14회 연속 진출이라는 대기록을 달성하였다. 16강에서는 당시 프로토스가 테란에 강세를 보이던 시기에 3 프로토스조에 배치되어 걱정을 샀으나 강초원, 도재욱, 장민철 3명의 프로토스에게 모두 승리하며 '이영호는 재능과 노력을 모두 겸비한 선수'라는 평을 받게 된다. 8강에서는 STX의 김성현을 만나 2:0까지 몰아붙이고 스타리그 99승을 달성하였지만 1승을 눈앞에 두고 2:3으로 역스윕 당하며 탈락하였다.
기존에 곰tv에서 진행되고있던 스타2 리그인 핫식스 GSL 시즌4에도 참가하게 되는데, 스타1 네임드들이 줄줄이 예선탈락하는 가운데 이영호는 전승으로 코드A 예선을 통과하며 역시 이영호라는 평가를 받게 된다. 코드A 1라운드에서 신상호를 제압하고 2라운드에 진출하였으나 변현제에게 1:2로 패하여 승격강등전에으로 가게된다. 승격강등전에서 안상원, 김동원, 김영진, 최진솔과 한 조가 되어 경기를 치르고 좋은 경기력으로 2승 2패를 하였지만, 승자승 원칙에 의해 코드S 진출에는 실패하고 코드A에 잔류하게 되었다.
핫식스 GSL 시즌5에서는 코드A 1라운드에서 승리하였고, 2라운드에서 전태양을 만나 1:2로 패배하여 또다시 승격강등전에 가게되었다.
2012년 11월 3일-5일 미국에서 개최된 스타2 대회인 MLG Fall Championship 2012에 시드를 받고 참가하게 된다. 쟁쟁한 선수들과 경쟁하여 8강에 진출한 이영호는 바로 직전 시즌인 핫식스 GSL 시즌4의 우승자이자 최연소 GSL 우승자인 이승현과 맞붙게 된다. 당시 테란전이 매우 강력한 이승현의 일방적인 승리가 예상되었음에도 불구하고 이영호는 뛰어난 경기력으로 2:0 승리를 거두고 이승현을 패자조로 떨어뜨리고 4강에 진출한다. 갓영호를 찬양하는 글들이 커뮤니티를 뒤덮었으나, 패자조에서 다시 올라온 이승현에게 2:0 스코어에서 연이어 4경기를 내주며 2:4로 패배하였다. 하지만 MLG Fall Championship 3위라는 좋은 성적을 거두며 이영호가 앞으로 더 좋은 모습을 보여줄 것이라는 기대감을 주게 되었다.
2013년 1월 6일 프로리그에서 EG-TL을 상대로 올킬을 기록하며 스타2 첫 올킬을 기록한다. 그러나 같은 날 치루어진 GSL 승격강등전에서 이제동, 장민철, 최용화, 최병현, 서성민과 한 조가 되어 3승 2패를 기록했음에도 불구하고 지난 시즌과 같이 승자승 원칙에 밀려 아쉽게 코드S에 진출에 실패한다. 이 날 승격강등전에서 치루어진 이제동과의 경기는 스타2로 이루어진 첫 리쌍록이었으며, 이제동의 끊임없는 공격에 패배하여 상대전적이 좁혀지게 되었다.
2013년 9월 6일 인터뷰에선 스타크래프트2는 스타크래프트:브루드워만큼 집중해 연습할 수 있을 만큼 흥미가 생기지 않았다,라고얘기했고 많은선수들이 은퇴를 ( 허영무.도재욱.김재훈, 김택용 )선택하였고
자신도 프로게이머 생활을 계속해야 하는지에 대한 회의감이 들었고 많은 고민을 했다고 전해진다. 심란한 마음을 한번에 정리해준 것은 동료들의 격려였다. 황병영, 김성대, 임정현, 고강민, 주성욱, 박성균, 김대엽 등과 함께 한 태국 파타야 여행을 통해 이영호는 마음을 다잡았고 한국으로 돌아와 다시 마우스를 잡고 연습에 몰두할 수 있었다고 고백했다.

### 12-13 프로리그에서의 활약
스타2로 완전 전환되어 진행되는 SK플래닛 스타크래프트 II 프로리그 12-13에서 이영호는 다시 에이스의 모습을 되찾아 팀의 승리를 견인하는 좋은 모습을 보여주었다. 위너스리그로 진행된 2라운드에서는 EG-TL을 상대로 올킬을 기록하였고, SK텔레콤 T1을 상대로는 3킬을 기록하는 등 좋은 모습을 보여주었다. 프로리그 전적 42승 19패로 다승왕을 차지하였으며, 역대 프로게이머 중 가장 많은 다승왕 기록을 보유하게 되었다.(통산 5회)

### 첫 GSL Code S 진출
스타2로 종목이 전환 된후 이영호는 GSL 예선전을 한번에 통과하여 Code A에 진출하였다. 비록 승강전 방식에 의해 코드 S 진출에 2번이나 실패하였으나, 2013년 2월 27일 SK텔레콤의 주전이자 가장 강한 프로토스인 정윤종을 상대로 엄청난 스피드와 견제로 2:0으로 제압하고 처음으로 GSL Code S에 진출하는데 성공하였다.

### 개인리그에서의 선전과 부진
2013 MLG Winter Championship과 인천 실내무도아시아경기대회 스타크래프트 II 부문에서 준우승을 차지한 이영호였지만 국내 개인리그에서는 생각보다 좋은 성적을 거두지 못했다. 2013 망고식스 GSL 코드 S 16강, 2013 옥션 올킬 스타리그 16강, 2013 조군샵 GSL 16강으로 3연속 개인리그 16강 탈락을 기록했다. 또한 WCG 2013 한국 대표 선발 예선전에서는 아마추어 게이머인 김동균에게 패배하기도 했다.
해외대회인 IEM과 드림핵에서도 각각 16강과 32강에서 탈락, 부진한 모습을 보여주었다.

### 프로게이머 데뷔 이후 첫 예선 추락, 예상치 못한 프로토스전의 부진
프로게이머로 데뷔하면서 이제까지 스타크래프트와 스타크래프트2 개인리그에서 한번도 예선으로 떨어지지 않은 이영호였으나 2014년 1월 16일 2014 WCS 코리아 시즌 1 핫식스 GSL 코드 A 48강에서 최용화와 노준규에게 연패를 기록하며 예선으로 떨어졌다. 그중 프로토스에게 가장 많이 패배하였고, 예선에 떨어지기 전에도 프로토스에게 패배하였다. 다만 스타리그는 아직 듀얼 시드 자리에 있으므로, 해당되지 않는다.
이후 핫식스 GSL 시즌2 예선전에 참가, 4강 첫 경기에서는 신인 박진혁에게 패배하였지만 이후 패자전에서는 채도준을, 최종전에서는 저번 시즌에 자신을 탈락시킨 노준규를 만나 각각 2:0으로 승리하며 본선에 다시 진출하였다. 하지만 코드 A 첫 경기에서 신동원에게 0:2로 패하였고 패자전에서는 한재운을 상대로 2:0 승리를 거뒀으나 최종전에서 이영한에게 1:2로 패배, 또 다시 예선으로 떨어지게 되었다.

### 2014년 중반기, 부활의 서막을 알리다
2014년 7월에 열린 GSL 코드A 시즌3 예선전에서 조 1위로 코드 A 복귀에 성공한 이영호는 코드 A 경기에서도 첫 경기 상대인 강동현을 2:1로, 승자전 상대인 변영봉을 2:0으로 제압하고 세 시즌 만에 GSL 코드 S에 복귀했다.
2014년 7월 29일 프로리그 통합 포스트시즌에서는 김유진을 상대로 승리하기도 했으며 동년 8월 9일에 열린 SK텔레콤 스타크래프트 II 프로리그 2014 통합 결승전에서는 천적 원이삭에게 승리하여 팀의 우승에 큰 공헌을 했다. 이 경기로 이영호는 통합 결승전의 MVP로 등극하기도 했다.
2014년 8월 11일과 12일에 펼쳐진 IEM Season IX - Toronto 예선전에 참가한 이영호는 1차 예선에서 김기현, 고병재, 백동준, 조성주를 상대로 승리하며 2차 예선에 진출했으며, 2차 예선에서는 승자 4강전에서 같은 팀 프로토스인 주성욱에게 패배했으나 어윤수, 김지성, 김도우, 김준호, 양희수를 상대로 각각 승리하며 본선에 진출했다.
2014년 8월 18일에 열린 2014 KeSPA컵 예선에서는 송현덕, 박수호, 김민철, 신노열, 조성주, 김정우가 속한 죽음의 조에서 살아남으며 본선 진출에 성공, 기세를 이어갔다.

### 스타크래프트 II 프리미어급 대회 첫 우승
IEM Season IX - Toronto에 참가한 이영호는 16강 첫 경기에서 장민철에게 1:2로 패배, 패자전으로 내려갔지만 이후 패자전에서 'Scarlett' 사샤 호스틴에게 2:0으로 승리한 후 최종전에서 장민철을 다시 만나 2:0으로 승리, 복수에 성공하며 8강에 진출했다.
8강에서는 김준호와 김유진을 격파한 'Snute' 얀스 아스가드를 만나 초반 2연패를 하며 0:2 스코어로 분위기가 좋지 않았으나 나머지 세 경기를 모두 승리하며 '패패승승승'을 기록, 4강에 진출했다.
4강에서는 윤영서를 상대로 3:1로 승리하고 결승에 진출했으며 결승전에서는 같은 팀 소속 선수인 주성욱을 만나게 되었다. 결승전에서는 4:1로 주성욱을 꺾고 우승을 차지했다.
이영호는 IEM Season IX - Toronto의 우승을 차지함으로써 이제동에 이어 두 번째로 스타크래프트: 브루드워 개인리그 우승자 출신 선수로 스타크래프트 II 프리미어급 대회 우승에 성공한 선수가 되었다.

### 2015년 부진 그리고 비상
2014년 막바지 이후 핫식스컵, 스타리그, 프로리그 등 공식전에서 11연패를 기록하고 2015년 초반 개인리그에서 부진하며 최악의 부진에 빠졌지만, 2015 프로리그에서 프라임의 최종혁을 꺾고 11연패에서 탈출했다.
그 후 케스파컵에서 4강에 오르면서 아쉽게 어윤수(저그)에게 패배를 했지만 프로리그 부진을 씻는데 주요했다
특히 양대개인리그 우승과 4강진출한 김도우(프로토스)-이원표(저그)를 잡아내면서 클라스를 입증한다.
이후에 프로리그에서 김준호를 만나 2연승을 거두고 코드A에서 김준혁(저그)를 완파하면서 올라갔다.
그후 프로리그에서 연패를 다시 함으로 분위기가 조금은 가라앉았지만.
GSL 16강에 복귀를 하면서 한층 분위기가 올라가고 있다
이번 32강에서 이신형(테란)-양희수(프로토스)-이원표(저그) 강력한조에서 살아남는데 성공했다.
특히 첫경기 이신형(테란)에 완패를 당하면서 위축이 되지않을까 했으나 패자전-최종전 내리 잡으며 16강 복귀에
성공했다. 그러나 또다시 16강 징크스를 넘지 못하고 최종전에서 임즈모드를 시전하며 탈락했다. 하지만 이후 프로리그에서도 11승을 달성해 내며 10 시즌 연속 두 자리수 승수 달성이라는 전무후무한 대기록을 세우기도 했으며 팀의 4라운드 우승 및 통합 포스트시즌 진출에 기여했고, 준플레이오프에서 진에어 그린윙스를 상대로 조성호, 이병렬, 조성주를 내리 이기면서 최후의 불꽃을 내뿜었다.

### 2015년 프로리그 10시즌 연속 2자리승수 대기록 달성
2015년 8월 17일 2015 SK텔레콤 스타크래프트2 프로리그 4라운드 3세트에 출격하여 황규석(프라임)선수를 제압하고
10시즌연속 2자리 승수를 달성하였다. 또한 이영호는 이경기를 통해 스타크래프트2 프로리그 2015시즌 4라운드 5주차 MVP를 수상하였다. 모든 기록을 갈아치우며 최강선수로 군림했던
이영호선수는 철저한 자기관리로 10연속 프로리그 시즌 2자리 승수를 챙기며 대기록을 달성하였다.
왠지 앞으로 다른선수가 깰수도 있겠으나 그럴 가능성은 희미할정도로 엄청난 대기록을 세웠다.

### 2015년 시즌, 은퇴
2015년 12월 1일 자신의 소속팀인 KT롤스터와 계약을 해지하며 프로게이머로서의 은퇴를 선언했다.
스타크래프트1 역대 전적
706전 504승 202패 (71.4%)
스타판 최강 2010년 전적
2010년 202전 156승 46패 (77.2%)

### 2016년, 새로운 도전을 시작하다.
2015년 12월 은퇴식을 가진 이후 여러 커뮤니티 사이트에서는 '이영호가 아프리카 TV에 온다.'라는 소문이 유행하였다. 이후 여러 언론에서도 일제히 이영호의 아프리카 TV 진출에 관한 기사들을 쏟아내었고 여러 프로게이머들도 이영호가 아프리카 TV에 진출하는 것이 사실이라고 언급하였다. 그러던 중 2016년 새해가 되어 아프리카 TV 측이 공식적으로 이영호의 아프리카 TV 페이지를 개설해 줌과 동시에 이영호의 아프리카 TV 진출 선언 공식 인터뷰 영상까지 게재하였다.
그 후 이영호는 2016년 2월 아프리카 TV에서 공식적으로 첫 개인방송을 시작하였고, 처음 시작은 2010년 전성기만큼의 실력은 아니었지만, 이후에 자신의 실력을 점점 끌어올리며 프로게이머들과의 스폰전 컨텐츠에서도 좋은 성적을 거두기 시작한다. 이후 컨텐츠를 확대하여 아프리카 TV 파트너 BJ 및 상위 20인 안에 드는 성과를 거두었다.

### 자신의 자리를 되찾기 위한 도전
이영호는 2016년부터 방송을 시작하면서 여러 프로게이머 BJ들을 차례대로 꺾어가며 점점 예전의 자신의 모습을 되찾고 있었다. 2013년부터 시작된 개인리그에서의 부진과 스타크래프트2에서 이루지 못하였던 자신의 성공에 대한 아쉬움이 가장 컸기 때문에 이영호는 새로운 도전에 대한 열망이 늘 존재하였고, 때마침 상황도 대외적으로 스타크래프트1 리그가 2012년 이후로 다시 성행하는 분위기였기 때문에 이영호는 더욱더 자신의 꿈을 이루기 위한 열의를 불태우게 된다. 그리고 마침내 2015년 반트 대국민 스타리그에 이어 아프리카 TV가 주관하는 ASL 시즌1이 개막한다는 것을 듣고 이영호는 다시 자신의 왕좌를 되찾기 위해 도전을 시작한다.
2015 반트 대국민 스타리그에 이어 아프리카 TV가 주관하는 2번째 시즌인 ASL 시즌1이 2016년 6월 25일부터 예선전을 시작으로 3개월간의 대장정에 돌입하였다. 이영호는 서울 지역 예선에 출전하여 당일 무서운 기세로 예선을 통과하고, 이후 7월 17일부터 시작된 본선 16강에서 C조에서 김명운, 박성균, 염보성과 한조가 되어 김명운(승), 염보성(패), 박성균(승)의 성적을 거두고 8강에 진출한다. 하지만 8강에서 ASL 시즌1 전승가도를 달리고 엄청난 기세를 탄 김성현에게 3:0으로 4강 진출에 실패한다. 이후 이영호는 몇달동안의 휴식기를 갖고 다시 마음을 다잡아 재충전하여 다시 ASL 시즌2를 준비하게 된다.
2017년 아프리카TV 스타리그 시즌2에서 8강에서 김승현을 3:1로 잡고, 4강에서 최고의 라이벌 이제동을 3:2로 잡고, 결승에서 염보성을 3:1로 잡고 우승하고, 아프리카TV 스타리그 시즌3에서도 시즌1에서 자신을 떨어뜨렸던 김성현을 8강에서 3:0으로 잡고, 김민철을 3:2로, 이영한을 3:0으로 잡고 우승을 차지하였다. 2017년 《스타크래프트: 리마스터》 출시 축하 행사인 GG 투게더의 이벤트 경기에서 김택용, 이제동과 맞붙어 2승을 거두었다. 아프리카TV 스타리그 시즌4에서도 박성균을 8강에서 3:0으로 잡고, 4강에서 라이벌 김택용을 3:1로, 조일장을 3:1로 잡고 우승을 차지한다.
기세를 탄 이영호는 팀리그인 ASL팀배틀 준우승,무 프로리그 2회 연속 우승, 아프리카TV 스타크래프트 멸망전 우승을 거둔다. 하지만 이후 ASL 시즌5 시즌6 에서는 장윤철, 김정우에게 막히며 각각 8강 준우승에 머물고 만다.

### ASL 3회 우승, 골든트로피 획득, 최초의 골든트리플크라운
이영호는 12일 서울 성동구 한양대학교 올림픽체육관에서 열린 아프리카TV 스타리그 시즌4 결승전 조일장과의 대결에서 3대1로 승리하며 우승 트로피를 들어 올렸다. 이영호는 ASL 시즌2와 시즌3를 제패한 데 이어 시즌4까지 우승하면서 최초의 ASL 3연속 우승의 위업을 달성했다. 또한 챔피언 이영호는 ASL 누적 상금 1억원을 돌파했다.
이로써 이영호는 스타크래프트:브루드워 시절부터 리마스터까지 개인리그에서 3회 우승자에게 부상으로 제공하는 금으로 된 상패를 모두 휩쓸었다.

### ASL 4회 우승, 통산 개인리그 10회 우승 달성
지난 2017년 1월 처음으로 ASL 시즌2 우승컵을 거머쥔 이영호는 이후 내리 두 대회를 제패하며 3연속 우승의 금자탑을 쌓았다. 이번 서울 광진구 서울어린이대공원 능동 숲속의무대에서 열린 아프리카TV 스타리그 시즌8 결승전에서 이영호는 장윤철을 4대0으로 대파하고 ASL 통산 4번째 MSL과 온게임넷 스타리그 우승 기록을 반영하여 개인 통산 10번째 우승컵을 들어올렸다. 이로써 이영호는 단일리그 최초 4회우승, 통산 개인 리그 10회 우승(역대 최다)이라는 전무후무한 대기록을 작성했으며 스타크래프트의 진정한 '신'으로 우뚝 서게된다.

## 스타크래프트: 브루드 워의 최후의 테란 우승자
이영호는 ABC마트 MSL 2011에서 우승하며 스타크래프트1:브루드워로 진행된 개인리그 최후의 테란 우승자라는 값진 타이틀을 얻었다. 참고로 최후의 저그 우승자는 신동원이고, 프로토스는 허영무이다. 허영무는 최후의 개인리그 우승자이기도 하다.

## 주요 기록

### 통산 전적
|             | 경기 | 승-패   | 승률  |
| ----------- | ---- | ------- | ----- |
| 대 테란     | 231  | 168–63  | 72.7% |
| 대 저그     | 249  | 179–70  | 71.9% |
| 대 프로토스 | 227  | 158–69  | 69.6% |
| 총합        | 707  | 505–202 | 71.4% |

|             | 경기 | 승-패   | 승률  |
| ----------- | ---- | ------- | ----- |
| 대 테란     | 324  | 221–103 | 68.2% |
| 대 저그     | 404  | 275–129 | 68.1% |
| 대 프로토스 | 375  | 247–128 | 65.9% |
| 총합        | 1100 | 743–360 | 67.4% |

이영호는 프로게이머 가운데 역대 최고의 승률을 자랑하고 있다. 유지하기 힘든 트리플 70에 육박한 고승률을 통산전적으로 가지고 있으며, 이미 여러번 트리플 70% 승률을 유지했던 적이 있다.

### TvsP 공식전 최다 연승
이영호는 데뷔 때부터 프로토스전에 두각이 뛰어났었다. 상대가 누구든 이영호는 가리지 않고 많은 프로토스 선수들을 제압하였다. 또한 안티 캐리어라는 빌드로 프로토스의 가장 강력한 유닛인 캐리어를 무력화 시킬정도였다. 09-10 프로리그부터 개인리그전까지 13연승을 달성하였다. 특히 거의 비슷한 날짜에 열린 개인리그 4강에서 프로토스를 모두 3:0으로 제압하는 등 프로토스전에 상당히 강력한 모습을 보였다. 연승기록은 CJ 장윤철에게 패배함으로 끊겼다. 하지만 이후에 장윤철을 두번 더 제압하였다.
- 2010년 3월 10일 vs 김윤중 승 (신한은행 프로리그 09-10 3R)→ 대 프로토스전 연승 시작
- 2010년 3월 10일 vs 김구현 승 (신한은행 프로리그 09-10 3R)
- 2010년 4월 3일 vs 박수범 승 (신한은행 위너스리그 09-10 결승전)
- 2010년 4월 3일 vs 김재훈 승 {신한은행 위너스리그 09-10 결승전)
- 2010년 4월 13일 vs 김구현 승 (신한은행 프로리그 09-10 4R)
- 2010년 4월 14일 vs 김구현 승 (대한항공 스타리그 16강)
- 2010년 4월 19일 vs 윤용태 승 (신한은행 프로리그 09-10 4R)
- 2010년 5월 7일 vs 박세정 승 (대한항공 스타리그 4강}
- 2010년 5월 7일 vs 박세정 승 (대한항공 스타리그 4강}
- 2010년 5월 7일 vs 박세정 승 (대한항공 스타리그 4강}
- 2010년 5월 13일 vs 윤용태 승 (하나대투증권 MSL 4강)
- 2010년 5월 13일 vs 윤용태 승 (하나대투증권 MSL 4강)
- 2010년 5월 13일 vs 윤용태 승 (하나대투증권 MSL 4강)
- 2010년 5월 16일 vs 장윤철 패 (신한은행 프로리그 09-10 → 대 프로토스전 연승 종료

### TvsT 공식전 최다 연승
이영호는 2009년 5월 10일, 신한은행 프로리그 08-09 4라운드에서 조병세에게 승리한 이후 테란 대 테란 공식전 22연승을 거뒀으나 2010년 1월 10일, 신한은행 프로리그 09-10 2라운드에서 박상우에게 패하면서 대 테란전 연승행진은 22연승에서 끝나게 되었다. 이것은 공식전 특정종족전 최다연승 신기록이다.(이전 기록은 최연성의 대 저그전 18연승)
많은 테란선수들이 기록에 도전을 하고 있으나 결코 깨기 힘든 기록임을 보여주고 있다. 이 기록을 세운 이영호 본인을 제외한다면 이 기록을 깨긴 거의 불가능해 보인다. 또한 10-11 프로리그와 개인리그를 합쳐 테란전 17연승을 기록하기도 하였다. 이영호의 테란전은 상대가 누구든 거의 승리할만큼 승률이 아주 높은 편이다. 전적 또한 거의 다 앞서가는 편이다. 염보성, 박성균, 신상문, 이재호, 구성훈, 정명훈을 상대로도 앞서가고 있다.
이영호의 대 테란전 승리 능력은 가히 최강이다.
1:9의 상황에서도 역전을 하고, BBS vs 노배럭 더블 같은 아주 큰 빌드 차이가 났음에도 이기는등 대 테란전의 승리 능력은 단연 최고의 모습을 보여주고 있다. 또한 데뷔한 해인 07년 테테전 승률 65%를 기록하고 이후 08년에서 11년까지 4년연속으로 70%이상의 고승률을 기록하고 있으며 테테전 통산승률도 74,1%로 경이적인 승률을 기록하고 있다.
- 2009년 5월 10일 - vs 조병세 승 (신한은행 프로리그 08-09 4R)→ 대 테란전 연승 시작
- 2009년 5월 13일 - vs 김경효 승 (신한은행 프로리그 08-09 4R)
- 2009년 5월 23일 - vs 정명훈 승 (신한은행 프로리그 08-09 4R)
- 2009년 6월 6일 - vs 신상문 승 (신한은행 프로리그 08-09 5R)
- 2009년 6월 9일 - vs 정종현 승 (신한은행 프로리그 08-09 5R)
- 2009년 6월 15일 - vs 변형태 승 (신한은행 프로리그 08-09 5R)
- 2009년 6월 20일 - vs 김창희 승 (아발론 MSL 32강 G조 2경기)
- 2009년 6월 20일 - vs 고인규 승 (아발론 MSL 32강 G조 승자전)
- 2009년 6월 24일 - vs 김도우 승 (신한은행 프로리그 08-09 5R)
- 2009년 6월 30일 - vs 이성은 승 (신한은행 프로리그 08-09 5R)
- 2009년 10월 10일 - vs 박상우 승 (신한은행 프로리그 09-10 1R)
- 2009년 10월 20일 - vs 이성은 승 (신한은행 프로리그 09-10 1R)
- 2009년 10월 28일 - vs 구성훈 승 (신한은행 프로리그 09-10 1R)
- 2009년 11월 9일 - vs 정명훈 승 (신한은행 프로리그 09-10 1R)
- 2009년 11월 21일 - vs 민찬기 승 (신한은행 프로리그 09-10 1R)
- 2009년 11월 24일 - vs 박성균 승 (신한은행 프로리그 09-10 1R)
- 2009년 12월 1일 - vs 김동건 승 (신한은행 프로리그 09-10 1R)
- 2009년 12월 9일 - vs 구성훈 승 (신한은행 프로리그 09-10 2R)
- 2009년 12월 14일 - vs 염보성 승 (신한은행 프로리그 09-10 2R)
- 2009년 12월 19일 - vs 한동욱 승 (신한은행 프로리그 09-10 2R)
- 2009년 12월 22일 - vs 박성균 승 신한은행 프로리그 09-10 2R)
- 2010년 1월 4일 - vs 이성은 승 (신한은행 프로리그 09-10 2R)
- 2010년 1월 10일 - vs 박상우 패 (신한은행 프로리그 09-10 2R) → 대 테란전 연승 종료

### 프로리그 에이스 결정전 최다 연패 공동 1위
2010년 양대 리그 동시 우승, WCG 금메달을 차지하며 명실상부 최고의 프로게이머라 불리는 이영호는 유독 에이스 결정전에서는 부진한 모습을 보여주었다. 09-10 시즌 중후반부에 에이스 결정전에서의 연패를 거듭하며 에이스 결정전 7연패를 기록하며, 신노열과 함께 에이스 결정전 최다 연패 공동 1위를 하였었다. 그러나 2010년 11월 30일 삼성전자 칸의 신예 박대호를 상대로 승리하며 에이스 결정전 연패를 끊어 내는데 성공했다. 이후 에이스 결정전에서 패배하는 모습은 거의 보인적이 없다. 대표적으로 신한은행 프로리그 10-11 결승 에이스 결정전에서 도재욱을 격침시킴으로써 팀 우승을 확정지었다. 하지만 SK플래닛 스타크래프트 프로리그 시즌 1 결승 에이스 결정전에서는 김택용에 패했다. 그러나 이 경기를 제외한다면 에이스 결정전에서 패한 적이 드물다.
- 2010년 5월 16일 - vs 장윤철 패 (신한은행 프로리그 09-10 4R) → 에이스 결정전 연패 시작
- 2010년 6월 1일 - vs 구성훈 패 (신한은행 프로리그 09-10 5R)
- 2010년 6월 7일 - vs 민찬기 패 (신한은행 프로리그 09-10 5R)
- 2010년 6월 13일 - vs 전태양 패 (신한은행 프로리그 09-10 5R)
- 2010년 6월 20일 - vs 조병세 패 (신한은행 프로리그 09-10 5R)
- 2010년 6월 23일 - vs 박상우 패 (신한은행 프로리그 09-10 5R)
- 2010년 10월 16일 - vs 도재욱 패 (신한은행 프로리그 10-11 1R)
- 2010년 11월 30일 - vs 박대호 승 (신한은행 프로리그 10-11 2R) → 에이스 결정전 연패 종료

### 위너스리그 대장전 32연승 기록
위너스리그 도입 후 이영호는 대장(최종보스)로 출전해 승리 하였고 무려 32연승이라는 어마어마한 기록을 세웠다. 연승 기록은 폭스의 전태양에게 패배함으로써 끊겼다. 대장전 전적 기록은 총 35승 2패이다.
김택용, 이제동 등의 특급 선수들도 대장전 연승 기록이 10승이 채 안 되는것을 보면 이영호의 대장전 32연승 기록은 전무후무한 기록이 될 가능성이 높다. SK플래닛 스타크래프트 프로리그 시즌1에서는 위너스리그가 없어지면서 기록으로 남게 되었다가 SK플래닛 스타크래프트 II 프로리그 12-13서 위너스리그가 부활하면서 새로운 기록을 세울 수도 있게 되었다.

### 등장 BGM
- Immediate music - Electric Romeo (SK플래닛 스타크래프트 프로리그 시즌1)
- 용감한 녀석들 - I 돈 care (SK플래닛 스타크래프트 프로리그 시즌2)

### 우승 관련 기록
박카스 스타리그 2008 우승 (2008.3.15)
- 양대 개인리그 최연소 우승자 (만15세8개월10일)
- 결승전 2세트는 유닛을 한기도 잃지 않고 승리
- 8강에서 이제동, 4강에서 김택용, 결승에서 송병구를 꺾고 우승
- 생애 첫 개인리그 우승이자, KT 소속 테란으로는 이윤열이후 6년만에 우승
- 정확히 데뷔 1년만에 우승

EVER 스타리그 2009 우승 (2010.01.17)
- 통산 7번째 스타리그 2회 이상 우승자(임요환-김동수-이윤열-박성준-최연성-이제동-이영호)
- 스폰서의 저주(스폰서에 관계된 팀이나 선수는 우승못한다는 징크스)를 무너뜨리고 우승

하나대투증권 MSL 2010 우승 (2010.05.29)
- 5전제 리쌍록에서 처음으로 승리
- NATE MSL의 결승전 패배 설욕
- 통산 6번째 양대리그 우승이자 대열에 합류(임요환-이윤열-강민-최연성-이제동-이영호)

빅파일 MSL 2010 우승 (2010.08.28)
- 통산 5번째 MSL 2회 우승 (이윤열-최연성-김택용-이제동-이영호)
- 통산 4번째 MSL 연속 우승 (이윤열-최연성-김택용-이영호)
- 5전제 리쌍록 2연승

대한항공 스타리그 2010 Season 2 우승 (2010.09.11)
- 4번째 골든마우스 수상자 (이윤열-박성준-이제동-이영호), 비로열로더로써는 최초의 수상자
- 이윤열 이후 7년만에 양대 개인리그 동시 석권 (빅파일 MSL 2010 & 대한항공 스타리그 2010 Season 2)
- 5전제 리쌍록3연승
- 연간 개인리그 최다우승 신기록 (4회우승)
- 2010년 개인리그에서 상금 2억 2000만원 수령 (최다 상금 수령기록 경신)
  - EVER 스타리그 2009 우승 4000만원
  - NATE MSL 2009 준우승 2000만원
  - 하나대투증권 MSL 2010 우승 5000만원
  - 대한항공 스타리그 2010 Season 1 준우승 2000만원
  - 빅파일 MSL 2010 우승 5000만원
  - 대한항공 스타리그 2010 Season 2 우승 4000만원
    - 총 2억 2000만원 수령

ABC마트 MSL 2011 우승 (2011.06.11)
- 4번째 금배지 수상자 (이윤열-최연성-김택용-이영호)
- 이윤열 이후 2번째로 골든 마우스와 금배지 동시 소유
- e스포츠 사상 최초이자 최후의 골든 그랜드 슬램(스타리그 골든 마우스, MSL 금배지, WCG 금메달) 달성

### 수상 이력
스타크래프트 : 메이저 개인리그 우승 6회, 준우승 2회, 블리자드 공인 개인리그 우승 4회, 준우승 1회
스타크래프트 II : 프리미어 개인리그 우승 1회, 준우승 2회

#### 스타크래프트
2006년
- 제26회 커리지 매치 입상

2007년
- 2007년 2007년 다음 스타리그 2007 4위(vs 0:3 송병구)
- 2007년 e스타즈 서울 2007 스타크래프트 256강전 128강(vs 0:2 박대경)
- 2007년 곰TV MSL 시즌3 32강
- 2007년 EVER 스타리그 2007 8강 (vs 1:2 송병구)

2008년
- 2008년 곰TV MSL 시즌4 8강(1:3 이제동)
- 2008년 곰TV 스타 인비테이셔널 우승 (vs 3:2 송병구)
- 2008년 박카스 스타리그 2008 우승 (vs 3:0 송병구)
- 2008년 MBC게임 올스타 스킨스 매치 우승(vs 4:3 마재윤)
- 2008년 곰TV TG삼보-인텔 클래식 2008 시즌1 특별전 우승 (vs 3:1 박성균)
- 2008년 EVER 스타리그 2008 8강(vs 0:2 박찬수)
- 2008년 아레나 MSL 2008 3위(vs 1:3 박지수)
- 2008년 신한은행 프로리그 2008 개인전 다승왕(17승)
- 2008년 신한은행 프로리그 2008 정규시즌 MVP
- 2008년 곰TV TG삼보-인텔 클래식 2008 시즌1 준우승 (vs 0:3 이제동)
- 2008년 인크루트 스타리그 2008 8강 (vs 1:2 김준영)
- 2008년 클럽데이 온라인 MSL 2008 32강
- 2008년 WCG 2008 한국대표 선발전 스타크래프트 부문 8강
- 2008년 곰TV TG삼보-인텔 클래식 2008 시즌2 8강 (vs 1:2 김택용)
- 2008년 곰TV TG삼보-인텔 클래식 2008 시즌2 최다세트 연승상 (7연승, 허영무와 공동수상)

2009년
- 2009년 BATOO 스타리그 08~09 16강
- 2009년 로스트사가 MSL 2009 16강 (vs 1:2 신상문)
- 2009년 박카스 스타리그 2009 16강
- 2009년 아발론 온라인 MSL 2009 16강 (vs 1:2 한상봉)
- 2009년 신한은행 프로리그 08-09 정규시즌 다승왕 (54승, 이제동과 공동수상)
- 2009년 곰TV TG삼보-인텔 클래식 2008 시즌3 우승 (vs 3:1 변형태)
- 2009년 WCG 2009 한국대표 선발전 스타크래프트 부문 8강(vs 1:2 김택용)
- 2009년 제3회 하노이 실내 아시안 게임 스타크래프트 부문 우승 (금메달) (vs 2:0 정명훈)

2010년
- 2010년 EVER 스타리그 2009 우승 (vs 3:1 진영화)
- 2010년 NATE MSL 2009 준우승 (vs 1:3 이제동)
- 2010년 신한은행 위너스리그 09-10 우승 (KT 롤스터)
- 2010년 신한은행 위너스리그 09-10 결승전 MVP
- 2010년 대한항공 스타리그 2010 Season 1 준우승 (vs 2:3 김정우)
- 2010년 하나대투증권 MSL 2010 우승 (vs 3:0 이제동)
- 2010년 신한은행 프로리그 09-10 정규시즌 우승 (KT 롤스터)
- 2010년 신한은행 프로리그 09-10 정규시즌 다승왕(57승)
- 2010년 신한은행 프로리그 09-10 정규시즌 MVP
- 2010년 신한은행 프로리그 09-10 결승전 우승 (KT 롤스터)
- 2010년 신한은행 프로리그 09-10 결승전 MVP
- 2010년 WCG 2010 한국대표 선발전 스타크래프트 부문 준우승 (vs 1:2 이제동)
- 2010년 빅파일 MSL 2010 우승 (vs 3:2 이제동)
- 2010년 대한항공 스타리그 2010 Season 2 우승 (vs 3:1 이제동)
- 2010년 WCG 2010 그랜드 파이널 스타크래프트 부문 우승 (금메달) (vs 2:0 김구현)
- 2010년 박카스 스타리그 2010 16강
- 2010년 피디팝 MSL 2010 32강

2011년
- 2011년 신한은행 위너스리그 10-11 준우승 (KT 롤스터)
- 2011년 ABC마트 MSL 2011 우승 (vs 3:0 김명운)
- 2011년 진에어 스타리그 2011 8강 (vs 1:2 허영무)
- 2011년 신한은행 프로리그 10-11 결승전 우승 (KT 롤스터)
- 2011년 신한은행 프로리그 10-11 결승전 MVP

2012년
- 2012년 SK플래닛 스타크래프트 프로리그 시즌1 정규시즌 다승왕(15승)
- 2012년 SK플래닛 스타크래프트 프로리그 시즌1 정규시즌 MVP
- 2012년 SK플래닛 스타크래프트 프로리그 시즌1 결승전 준우승 (KT 롤스터)
- 2012년 Tving 스타리그 2012 4강 (vs0:3 정명훈)
- 2012년 e스포츠 명예의 전당 헌액

2016년
- 2016년 한중카니발 우승 (vs 3:2 김택용)
- 2016년 제2차 KT GiGA 레전드매치 우승 (vs 2:0 김택용)
- 2016년 ASL 시즌1 8강 (vs 0:3 김성현)
- 2016년 Nalra 스타리그 우승 (vs 2:1 박성균)
- 2016년 제3차 KT GiGA 레전드매치 3위 (vs 1:0 송병구)
- 2016년 SBB 스타리그 우승 (vs3:1 김윤중)

2017년
- 2017년 ASL 시즌2 우승 (vs 3:1 염보성)
- 2017년 oksusu 스타레전드 최강전 우승
- 2017년 다방 ASL 팀배틀 준우승
- 2017년 아이 러브 스타크래프트 더 레전드 우승 (vs 2:0 송병구)
- 2017년 ACL 준우승 (네옥스)
- 2017년 ASL 시즌3 우승 (vs 3:0 이영한)
- 2017년 성남 게임월드 페스티벌 레전드매치 우승 (vs 2:0 송병구)
- 2017년 서울 컵-OGN 슈퍼 매치 준우승 (vs 1:3 김정우)
- 2017년 ASL 시즌4 우승 (vs 3:1 조일장)
- 2017년 지스타 WEGL 4강 (vs 0:2 김민철)

2018년
- 2018년 단징 스타리그 시즌2 8강 (vs 2:3 도재욱)
- 2018년 ASL 시즌5 8강 (vs 2:3 장윤철)
- 2018년 ASL 시즌6 준우승 (vs2:3 김정우)
- 2018년 무 프로리그 시즌1 우승 (KT 롤스터)
- 2018년 무 프로리그 시즌2 우승 (신한금융투자)

2019년
- 2019년 아프리카TV 스타크래프트 멸망전 시즌1 우승 (다된밥에 학수)
- 2019년 ASL 시즌8 우승 (vs4:0 장윤철)
- 2019년 미노스 pc방배 부종 스타리그 우승 (vs3:0 윤찬희)
- 2019년 스타크래프트 마스터 상하이 우승 (vs4:0 김명운)
- 2019년 아프리카TV 스타크래프트 멸망전 시즌2 준우승 (묻고 영호로가!)
- 2019년 송병구배 맵핵 스타리그 우승 (vs2:0 김성현)

2020년
- 2020년 감스트x홍구배 올랜덤 예능 스타리그 3위 (vs1:0 임진묵)
- 2020년 철구x기뉴다배 스팀팩 워터 스타리그 우승 (vs 3:1 이재호)
- 2020년 아프리카TV 팀리그 시즌1 준우승 (아프리카TV 히어로즈)
- 2020년 ASL 시즌9 3위 (vs2:3김명운),(vs3:0박상현)

2021년
- 2021년 아프리카TV 팀리그 시즌2 준우승(eSpots.fund)

#### 스타크래프트 II
2012년
- 2012년 MLG Starcraft II Invitational 초청전 우승(vs 2:0 김택용)
- 2012년 MvP 인비테이셔널 프로리그 진영 4강
- 2012년 MLG Fall Championship 3위
- 2012년 옥션 올킬 스타리그 2012 8강 (vs 2:3 김성현)
- 2012년 핫식스 2012 글로벌 스타크래프트 II 리그 시즌 4 Code A 32강
- 2012년 핫식스 2012 글로벌 스타크래프트 II 리그 시즌 5 Code A 32강
- 2012년 MLG Tournament of Champions 4강

2013년
- 2013년 핫식스 2013 글로벌 스타크래프트 II 리그 시즌 1 Code A 12강
- 2013년 2013 MLG Winter Championship 준우승 (vs 2:4 이승현)
- 2013년 2013 WCS 코리아 시즌 1 망고식스 글로벌 스타크래프트 II 리그 Code S 16강
- 2013년 제4회 인천 실내무도아시아경기대회 스타2 부문 국가대표 선발전 4강 - (이승현의 기권으로 대신 국가대표 자격 획득)
- 2013년 제4회 인천 실내무도아시아경기대회 스타크래프트 II 부문 준우승 (은메달)
- 2013년 SK플래닛 스타크래프트 II 프로리그 12-13 정규시즌 다승왕(42승)
- 2013년 SK플래닛 스타크래프트 II 프로리그 12-13 정규시즌 테란부문 MVP
- 2013년 2013 WCS 코리아 시즌 2 옥션 올킬 스타리그 16강
- 2013년 2013 DreamHack Open: Bucharest 32강
- 2013년 2013 WCS 코리아 시즌 3 조군샵 글로벌 스타크래프트 II 리그 Code S 16강
- 2013년 IEM Season VIII - New York 16강
- 2013년 2013 GSL Awards 인기상

2014년
- 2014년 2014 WCS 코리아 시즌 1 핫식스 글로벌 스타크래프트 II 리그 Code A 48강
- 2014년 2014 핫식스 글로벌 스타크래프트 II 리그 Global Tournament 16강
- 2014년 2014 WCS 코리아 시즌 2 핫식스 글로벌 스타크래프트 II 리그 Code A 48강
- 2014년 SanDisk SHOUTcraft Invitational 준우승 (vs 2:4 김준호 )
- 2014년 SK텔레콤 스타크래프트 II 프로리그 2014 통합 결승전 MVP
- 2014년 IEM Season IX - Toronto 우승 (vs 4:1 주성욱)
- 2014년 2014 WCS 코리아 시즌 3 핫식스 글로벌 스타크래프트 II 리그 Code S 16강
- 2014년 2014 KeSPA컵 4강 (vs 0:3 김준호)
- 2014년 MSI Beat IT 2014 8강
- 2014년 HomeStory Cup X 준우승 (vs 3:4 원이삭)
- 2014년 2014 핫식스컵 라스트 빅매치 16강
- 2014년 2015 네이버 스타크래프트 II 스타리그 시즌 1 챌린지 32강

2015년
- 2015년 IEM Season IX - World Championship 16강(vs 2:3 조성호)
- 2015년 2015 스베누 스타크래프트 II 스타리그 시즌 2 챌린지 24강
- 2015년 2015 스베누 글로벌 스타크래프트 II 리그 시즌 2 Code S 32강
- 2015년 롯데홈쇼핑 2015 KeSPA컵 시즌2 4강 (vs 1:3 어윤수)
- 2015년 2015 핫식스 글로벌 스타크래프트 II 리그 시즌 3 Code S 16강
- 2015년 GPL 2015 International Challenge 6강
- 2015년 GPL 2015 International Challenge Archon Mode 우승

### 협회 수상
- 2008년 2007 대한민국 e-스포츠 대상 신인상
- 2008년 2007 대한민국 e-스포츠 대상 테란 최우수선수상
- 2009년 2009 대한민국 e-스포츠 대상 테란 최우수 선수상
- 2010년 2010 대한민국 e-스포츠 대상 10대 스타상
- 2010년 2010 대한민국 e-스포츠 대상 테란 최우수 선수상
- 2010년 2010 대한민국 e-스포츠 대상 올해의 선수상
- 2011년 2011 대한민국 e-스포츠 대상 올해의 테란 상
- 2011년 2011 대한민국 e-스포츠 대상 SK텔레콤 올해의 선수 상
- 2013년 2012 대한민국 e-스포츠 대상 스타크래프트: 브루드워 테란 최우수 선수상

## 출연 프로그램
2008년 11월 23일에 방송된 KBS 2TV 1대100에 프로게이머 대표 5인으로 출연하였다.
2010년 2월 27일에 방송된 KBS 1TV 과학카페에서 이영호 선수가 출연하기도 하였다.
2010년 10월 대한민국에서 열린 G20 홍보영상에 이영호가 프로게이머 대표로 출연하였다.
2012년 1월 17일에 방송된 SBS 생방송 투데이에서 이영호, 박정석 선수 등 KT의 간판 선수들이 출연했다.

## 기록
- 스타크래프트 개인리그 10-10 클럽 달성 (스타리그 본선 13회, MSL 본선 11회 진출)
- 역대 최연소 케스파랭킹1위(만15세7개월)
- 케스파랭킹포인트 최고득점신기록, 4천점돌파,종전기록 스스로 갱신(4200점)
- 역대 일곱번째 5개월연속 캐스파랭킹1위
- 역대 세번째 13개월연속 캐스파랭킹1위
- 역대 세번째 14개월연속 캐스파랭킹1위
- 역대 최다 캐스파랭킹1위
- 최연소 듀얼토너먼트예선통과(만14세9개월)
- 최연소 스타리그 첫승(만14세10개월)
- 최연소 스타리그결승진출
- 최연소 개인리그우승(만15세8개월)
- 최연소 골든마우스획득 (만 17세 9개월, 박카스 스타리그 - 에버 스타리그 - 대한항공S2 스타리그)
- 최연소 금뱃지 획득 (만 18세 6개월, 하나대투증권 MSL - 빅파일 MSL - ABC마트 MSL)
- 3시즌 연속 스타리그 결승진출 역대 2번째기록 (임요환,이영호)
- 3시즌 연속 MSL 결승진출 역대 5번째기록 (이윤열,최연성,김택용,이제동,이영호)
- 역대 4번째 골든마우스(이윤열,박성준,이제동,이영호)
- 역대 4번째 금뱃지(이윤열,최연성,김택용,이영호)
- 통산 17번째 스타리그 100전돌파
- 불멸의 양대리그 3시즌연속 동시결승진출
- 사상초유 천하통일 (신한09-10프로리그 - 빅파일 MSL - 대한항공시즌2 OSL - 2010WCG)
- 역대 2번째 양대리그 동시제패위업 (이윤열,이영호)
- 역대최초 1년단위 전대회 결승진출(09-10EVER 09-10네이트 대한항공시즌1,2 하나대투자증권 빅파일)
- 역대최초 1년단위 최다우승 신기록(4회우승 : EVER스타리그,하나투자MSL,빅파일MSL,대한항공시즌2스타리그)
- 프로리그 최연소(만17세5개월),최소경기(139경기),최단기간(2년6개월14일)100승돌파
- 프로리그 최연소(만19세),최소경기(269경기),최단기간(4년8개월7일)200승돌파
- 역대최초 프로리그 3년연속 다승왕
- 역대최초 3시즌연속 50승 돌파 대기록
- 역대최초 2시즌연속 프로리그 결승전 MVP
- 통산프로리그 전적 역대다승1위,다전1위,최고승률
- 통산프로리그 포스트시즌 전적 역대다승2위,다전1위
- 플토전 13연승신기록
- 테란전 22연승신기록
- 저그전 15연승
- 프로리그 14연승
- 공식전 14연승
- 위너스리그대장전 32연승신기록(10년1월 ~ 11년3월)
- 5전제 10연승 신기록
- 역대 단일시즌(09-10)최소경기(41)최연소(만17세 7개월)공식전 50승(경기당 1.21승,최고승률87.7%)
- 역대최초 1년통산승률7할, 전종족전 트리플7할대기록 달성
- 역대최연소(만18세6개월),최단기간(4년6개월) 공식전 500전 돌파(최고승률 71.8%)
- 프로리그 최초 10시즌 연속 2자리승수 달성
- 스타리그 100승 달성(임요환, 홍진호, 송병구에 이은 4번째, 최연소, 최소경기, 최후)
- 최연소, 최단기 스타리그 진출
- 최연소 프로리그 첫 승
- 최연소 스타리그 첫 승
- 연간 개인리그 최다우승 신기록 (4회우승)
- 역대2번째 양대리그6회 우승
- 최연소 프로리그 100승 달성(17세 5개월) - 최단기간(2년 6개월 14일) - 최소경기(139경기)
- 최연소 프로리그 200승 달성(19세 4개월) - 최단기간(4년 8개월) - 최소경기(269경기)
- 역대2번째 공식전 400승 달성 최연소 - 최단기간(5년 2개월 12일) - 최소경기(558경기)
- 브루드 워 우승자 출신 중 두 번째로 스타크래프트 2 WCS 글로벌 대회 우승
- e스포츠 사상 최초이자 최후의 골든 그랜드 슬램(스타리그 골든 마우스, MSL 금배지, WCG 금메달) 달성

## 같이 보기
- 리쌍록
- 이제동
- 이승현